# Мазур Геннадій Федорович
Мазур Геннадій Федорович (нар. 25 червня 1973, с. Гордіївка, Тростянецького району, Вінницької області) — депутат Вінницької обласної Ради 8 скликання, Заслужений економіст України, доктор економічних наук, професор, громадський та політичний діяч, благодійник, волонтер, член союзу юристів України, член Національної спілки журналістів України.

## Освіта
З 1980 р. по 1990 р. навчався в Гордіївській середній школі, яку закінчив із срібною медаллю.
У 1990 році вступив до Уманського сільськогосподарського інституту, 1995 року закінчив економічний факультет за спеціальністю «Аграрний менеджмент», економіст-організатор сільськогосподарського виробництва. В 2005 році  вступив на юридичний факультет Вінницького інституту МАУП. В 2008 році закінчив його з відзнакою за спеціальністю «Правознавство» та отримав кваліфікацію — юрист. В 2023 році закінчив КЗВО "Вінницька академія безперервної освіти" та отримав (диплом з відзнакою) магістра з публічного управління та адміністрування. 

## Наукова діяльність
З лютого 2002 року — здобувач наукового ступеня кандидата економічних наук. Рішенням президії Вищої атестаційної комісії України від 13 лютого 2008 року (протокол № 16-06/2) на підставі прилюдного захисту дисертації присуджено науковий ступінь кандидата  економічних наук зі спеціальності — «Економіка та управління національним  господарством».
Докторант Національного наукового центру «Інститут Аграрної економіки» 2010—2018 рік.
В квітні 2018 року захистив дисертацію за спеціальністю 08.00.03 — «Економіка та управління національним господарством» та здобув науковий ступінь  доктора економічних наук.
У червні 2021 року отримав звання професора кафедри управління та адміністрування. Автор понад 100 наукових праць у провідних виданнях України та світу. Автор 5-ти монографій, 21 публікацій у виданнях, які входять до наукометричної бази Scopus та WoS.
Стажування за програмою "Науково-методичні основи фінансової системи в апараті міського самоврядування"  в інституті права та економіки в Педагогічному університеті імені Комісії національної освіти у Кракові, 2021.
Стажування «Scientific perspectives and innovations in education: experience of the Czech Republic» («Наукові перспективи та інновації в освіті: досвід Чехії») на базі Міжнародного економічного інституту у місті Есеніце (Чехія) - 2024 р.
Стажування за програмою "Сучасні освітні технології в освітньому процесі вищих навчальних закладів" в Вищій школі соціально-економічних досліджень у Пшеворску (Польща)- 2025р.
Є членом редакційної колегії наукового видання "Науковий вісник КЗВО «Вінницька академія безперервної освіти".
Сфера наукових інтересів: економіка, державне управління, державні та місцеві фінанси, бюджетний процес, децентралізація, сталий розвиток.

## Трудова діяльність
- В 1995—1997 рр. працював у відділі аудиту юридичних осіб державної податкової інспекції у Тростянецькому районі на посадах старшого податкового інспектора та головного податкового ревізор-інспектора.
- З грудня 1997 року по лютий 1999 року працював начальником контрольно-ревізійного відділу у Тростянецькому районі Вінницької області.
- З лютого 1999 року по квітень 2002 року працював на посаді начальника Тростянецької об'єднаної державної податкової інспекції Вінницької області.
- З квітня 2002 року по квітень 2003 року працював на посаді голови державної податкової адміністрації у Івано-Франківській області.
- З квітня 2003 року по червень 2007 року працював виконавчим директором СТОВ ім. Б. Хмельницького с. Четвертинівка Тростянецького району Вінницької області.
- З червня 2007 року по січень 2009 року — перший заступник голови державної податкової адміністрації в Чернівецькій області.
- З січня по червень 2009 року  – заступник начальника ДПІ у м. Вінниці та виконувач обов'язків заступника голови   державної податкової адміністрації у Вінницькій області.
- З червня 2009 року по січень 2012 року — заступник голови державної податкової адміністрації у Вінницькій області.
- З січня 2012 року по липень 2013 року — заступник голови державної податкової служби у Вінницькій області.
- З грудня 2015 року по грудень 2020 року — голова постійної комісії з питань бюджету, фінансів та обласних програм Вінницької обласної Ради.
- З серпня 2018 року по даний час професор кафедри управління та адміністрування КЗВО "Вінницька академія безперевної освіти".

## Громадсько-політична діяльність
В 2002 році обраний депутатом Тростянецької районної ради [Архівовано 22 січня 2018 у Wayback Machine.] Вінницької області.
З 2007 року — депутат Вінницької обласної Ради 5 скликання.
З липня 2013 року по грудень 2014 року — помічник — консультант народного депутата Миколи Джиги із Партії регіонів.
З грудня 2014 року по вересень 2015 року — помічник — консультант народного депутата Побера І. М.
З вересня 2015 року по грудень 2015 року — Заступник голови правління МБО «Комітет сприяння правоохоронним органам України»
З листопада 2015 року — Депутат Вінницької обласної Ради 7 скликання.
З грудня 2015 року по 2020 рік — Голова постійної комісії з питань бюджету, фінансів та обласних програм Вінницької обласної Ради.
З 2020 року — Депутат Вінницької обласної Ради 8 скликання.
Член союзу юристів України.

## Нагороди та досягнення
- Заслужений економіст України — почесне звання присвоєне Указом Президента України № 977/2009 від 30.11.2009 року.
- Орден Орден святого рівноапостольного князя Володимира 3, 2 та 1 ступенів.
- Орден Преподобного Нестора Літописця  2  та 1 ступенів.
- Нагороджений Грамотою Верховної Ради України (№ 481 від 26.07.2019).
- Нагороджений Почесною грамотою Вінницької обласної державної адміністрації та Вінницької обласної Ради (грудень 2019).
- Відзнаки Української конфедерації журналістів[19][20]
- Нагороджений Почесною Грамотою Вінницької обласної ради (07.12.2022).
- Нагороджений Почесною Грамотою Верховної Ради України (№ 1432-к, від 02.12.2022).
- Нагороджений Подякою Міністерства освіти і науки України (2022).
- Нагороджений Грамотою Міністерства освіти і науки України (2024).
- Нагороджений Почесною Грамотою департаменту гуманітарної політики Вінницької обласної державної адміністрації (2025).
- Нагороджений Грамотою департаменту охорони здоров'я та реабілітації Вінницької обласної військової адміністрації (2025).
- Орден Рівноапостольного Князя Володимира 3, 2 та 1 ступенів
- Орден Преподобного Нестора Літописця  2  та 1 ступенів.
- Грамотою та Почесна грамота Верховної Ради України.

## Особисте життя
- Дружина Мазур Таїсія Іванівна (1974 р.н.).
- Сина Владислав (1996 р.н.)
- Донька Віталіна (2004 р.н.)